# 紫竹林圣路易堂
紫竹林圣路易堂，也称紫竹林教堂、天津法租界天主堂等，位于天津市和平区营口道16号，始建于1872年，是天津近代史上一座重要的天主教教堂，位于天津法租界圣鲁易路（Rue Saint Louis）（今营口道）东端近海河处。
目前，紫竹林圣路易堂建筑是天津市文物保护单位和特殊保护等级历史风貌建筑。

## 名称
紫竹林教堂（St. Louis Church）的名称在不同历史时期有所变化。
- 圣路易堂（St. Louis Church）

1872年建堂至今，以法国国王圣路易九世命名。这一名称贯穿其整个历史，是最正式和常用的名称。
- 紫竹林天主堂（Zizhulin Catholic Church）

因教堂位于天津的紫竹林地区，人们习惯将其称为“紫竹林天主堂”。这一名称更偏地方化，便于当地民众识别。
- 天津法租界天主堂（Tianjin French Concession Catholic Church）

清末至1943年，在天津法租界存在期间（1860年－1943年），教堂因地处法租界，常被称为“法租界天主堂”，多用于天津法租界工部局等机构相关文件中。

## 历史
紫竹林圣路易堂建于1872年，地点位于原天津城东南海河西岸的紫竹林村附近，该村因村中的紫竹林庙而得名。紫竹林村一带原是天津英租界和天津法租界开发的起点，1860年，英法两国分别在村庄的南北两面划定租界。但是由于距离天津城还有六里路的距离，起初来到天津的外侨对于在此经营开发大多不感兴趣，大部分都在天津城东门外的宫北大街进行贸易，以至于仅在天津英租界沿河码头建成一排房屋，天津法租界几乎完全是一片空地。1870年天津教案发生，望海楼天主堂被烧，聚居在宫北大街附近的外侨感到安全没有保障，于是纷纷转移到租界。这时，北京天主教总堂的樊国梁、德明远在天津法租界内修筑了紫竹林圣路易堂，主要为外侨服务。
1900年庚子事变期间，紫竹林圣路易堂因处于英法租界的核心区域而得以幸存，大批中国天主教徒也在此避难。1966年文化大革命期间，紫竹林圣路易堂被迫关闭。1996年该堂产权归还教会。

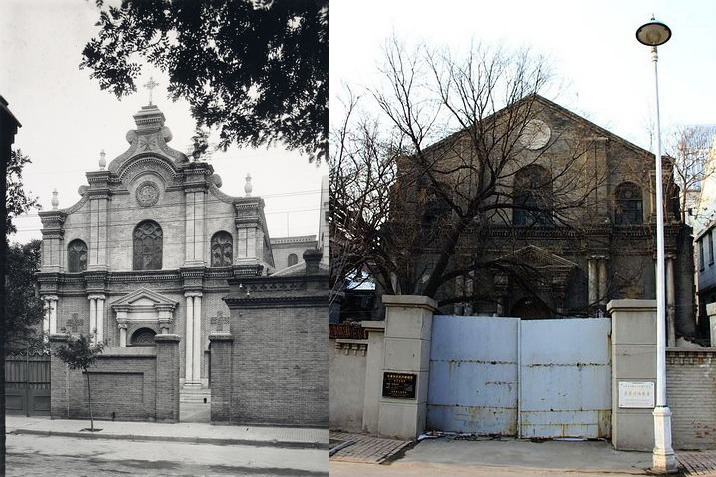
天津紫竹林圣路易堂旧照及改造前外观

紫竹林圣路易堂几乎是天津法租界内最早落成的建筑物，但到1996年教会收回时，已经残破不堪，亟待修缮，遂长期闲置。教堂不对外开放，但住有修女。21世纪初，市政府拨款进行修缮重建，拆除堂内居民搭建的临时建筑。随后于2013年6月份开始修缮。2013年12月20日，紫竹林圣路易堂整修完工。2016年12月启用，正式复堂。2017年11月26日耶稣基督普世君王节，该堂迎来复堂后的首次大礼弥撒，由本堂朱立戈神父与副本堂李冬神父共祭，260多名教友参与弥撒。

## 建筑
紫竹林圣路易堂占地6.8亩，建筑面积779平方米。为砖木结构，造型属于文艺复兴式样，有古希腊的柱式和山花，还有大量葡萄、玫瑰花、百合花造型的雕刻，钟楼成半圆形，教堂内部满铺红蓝白三色瓷砖，青砖外墙。堂内供奉法王路易九世和圣女贞德像。2004年8月，原紫竹林教堂被列为天津市和平区文物保护单位，2013年1月被列为天津市文物保护单位。
2016年，紫竹林教堂神甫楼拆除落地重建项目开始公开采购竞争性谈判招标，重建后的神甫楼建筑面积保持712.08平方米不变，主体为三层框架结构，一层是办公和大教堂，二层和三层是休息室，南侧平房是储藏室和传达室，北侧平房是食堂及配套设施。

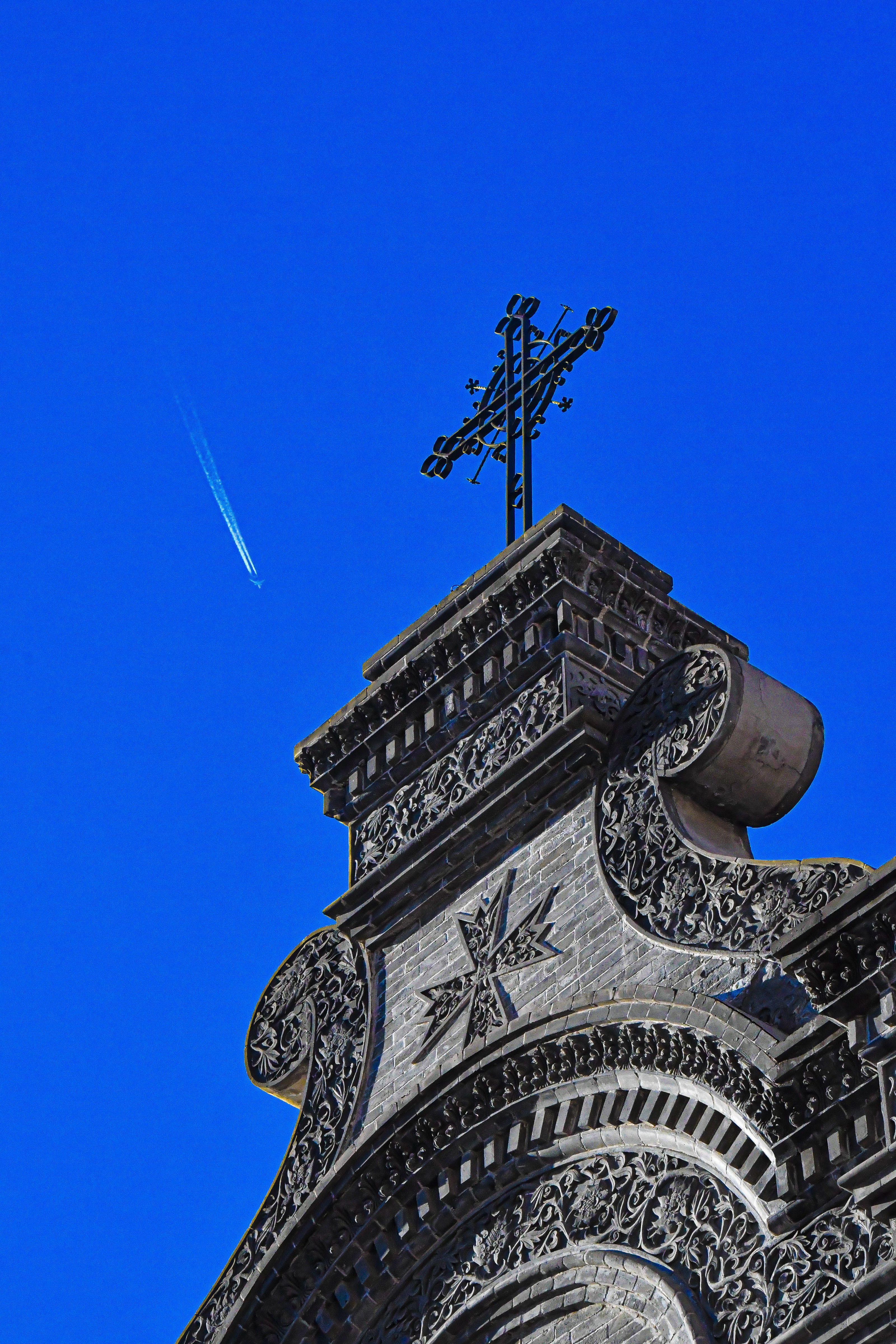
建筑细节
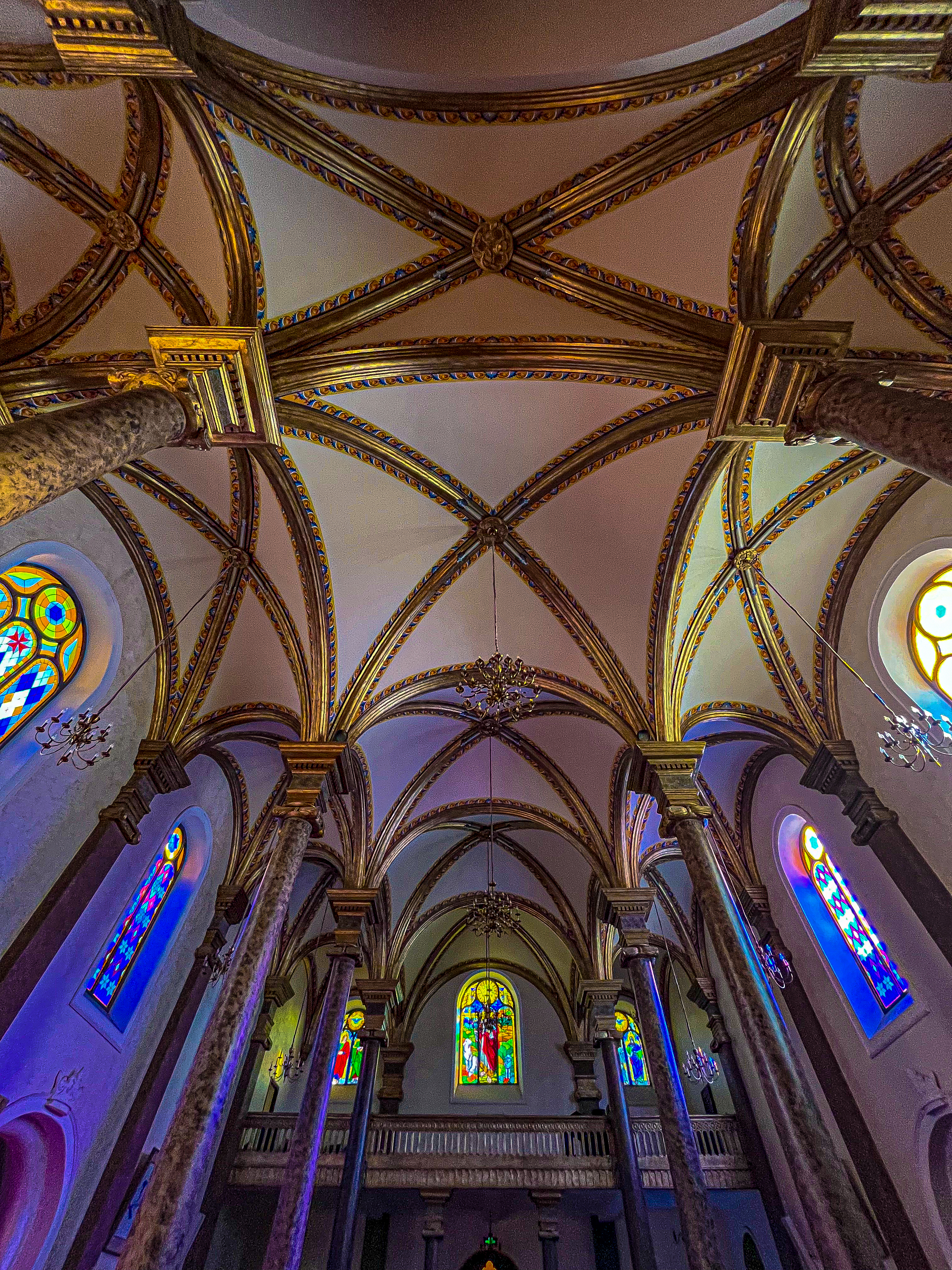
教堂内部
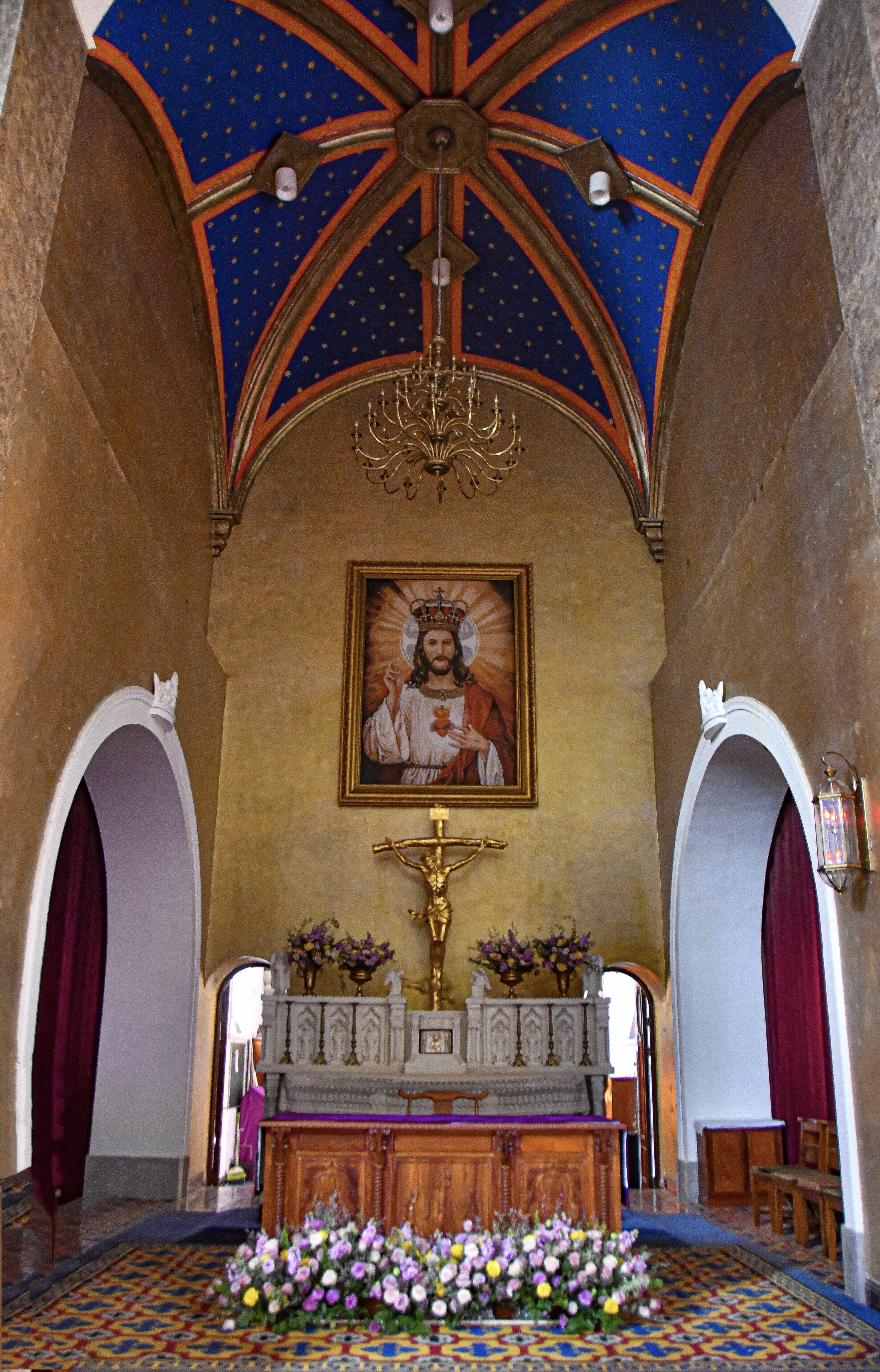
教堂内部
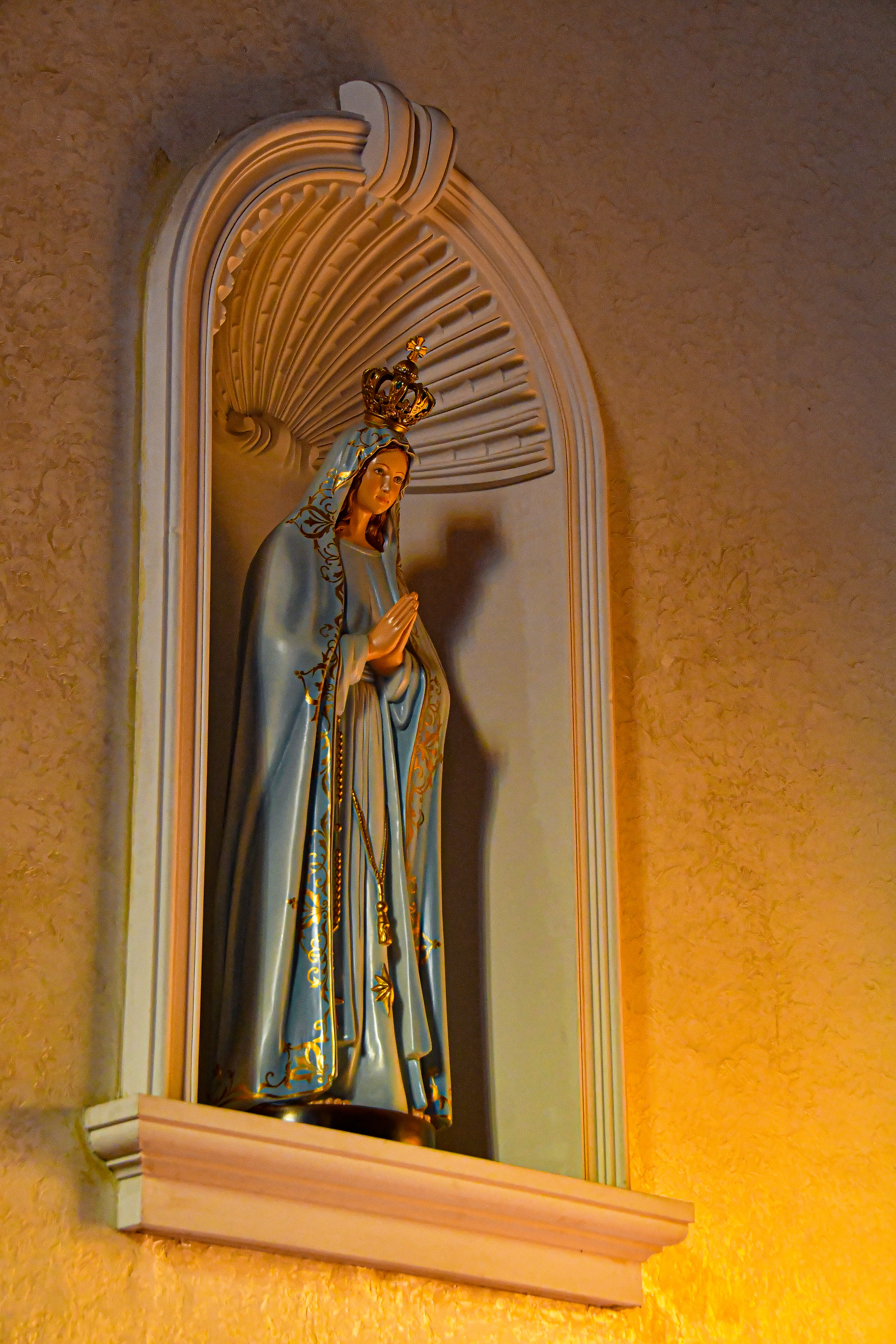
建筑细节
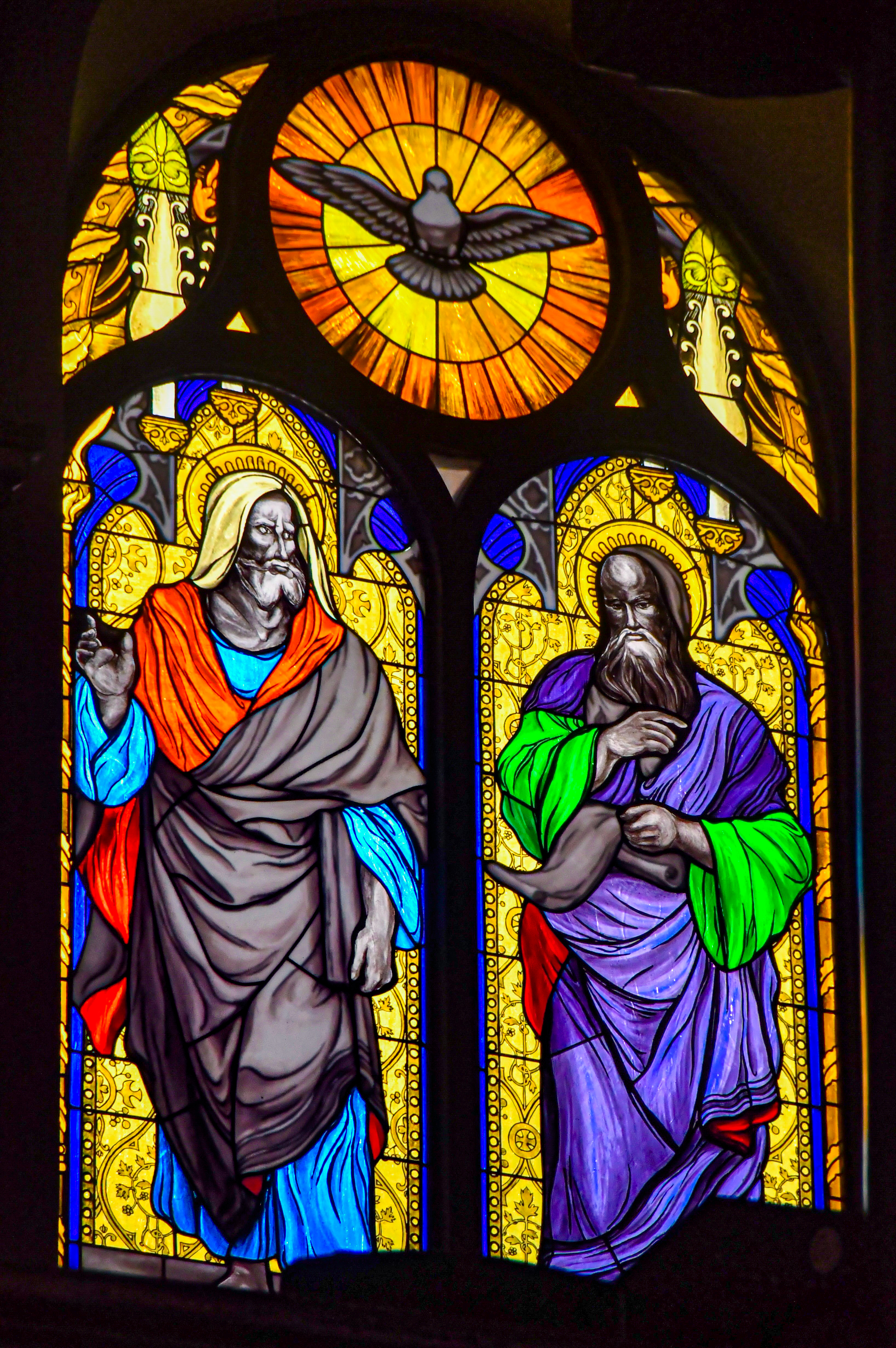
花窗玻璃
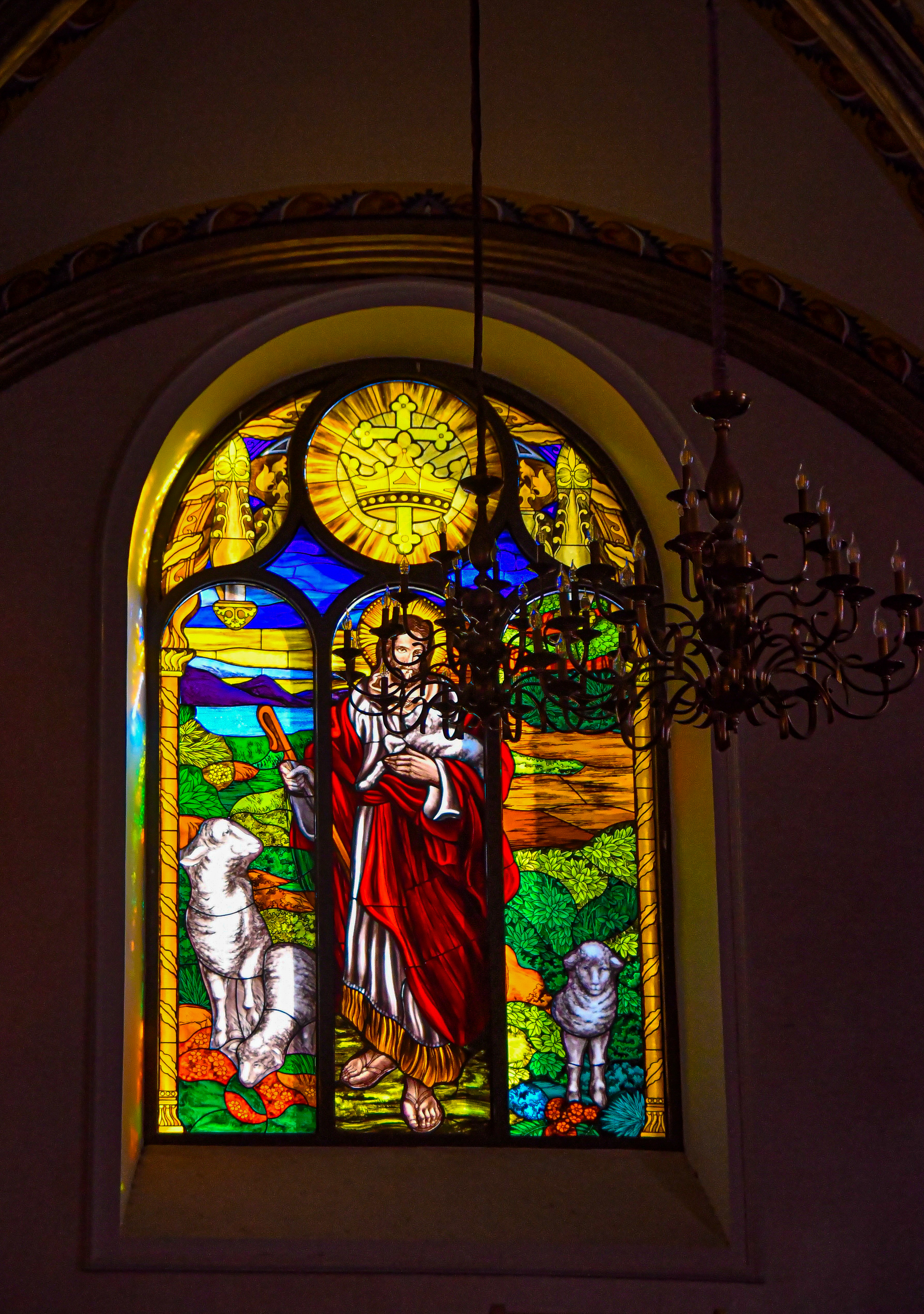
花窗玻璃
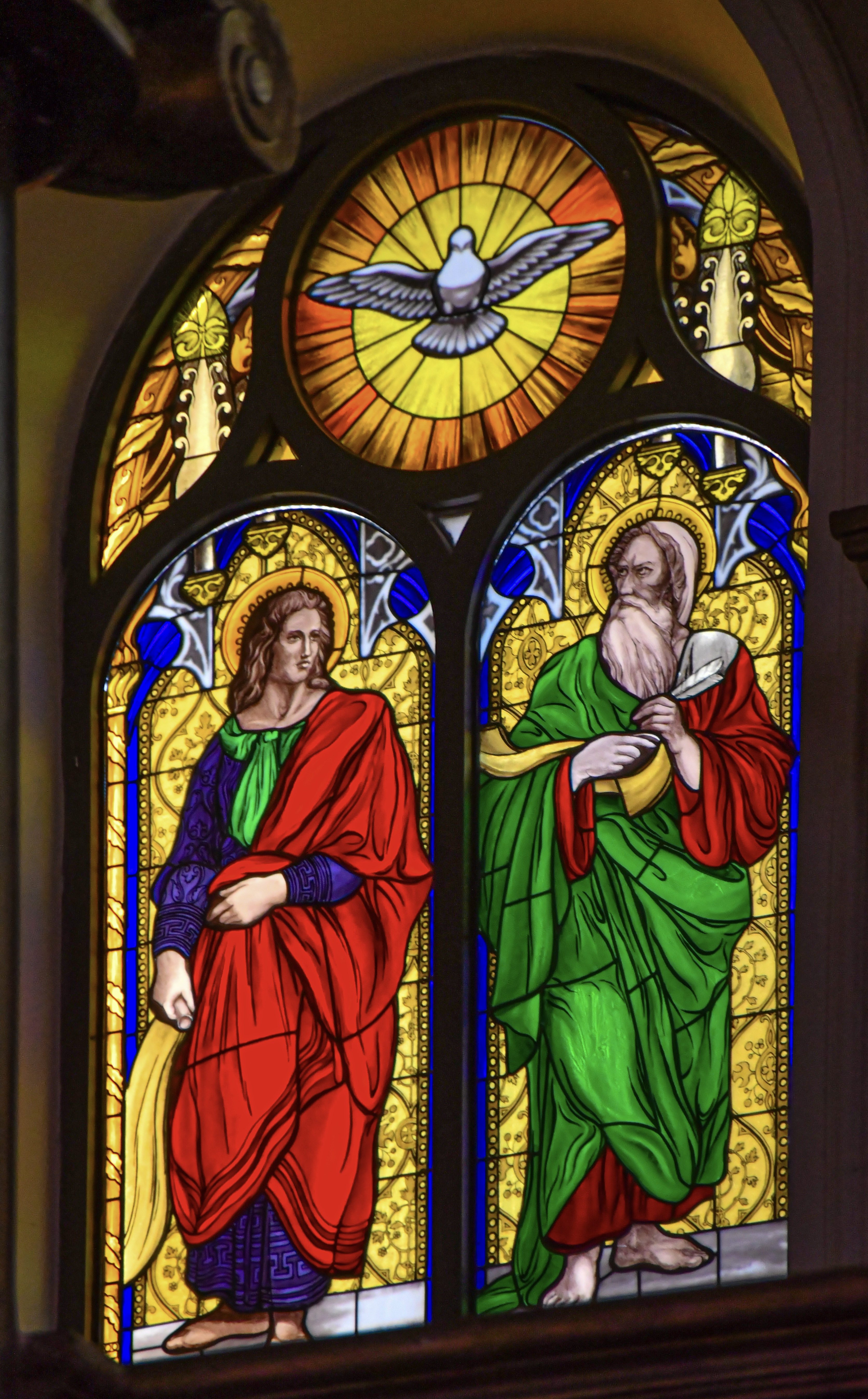
花窗玻璃
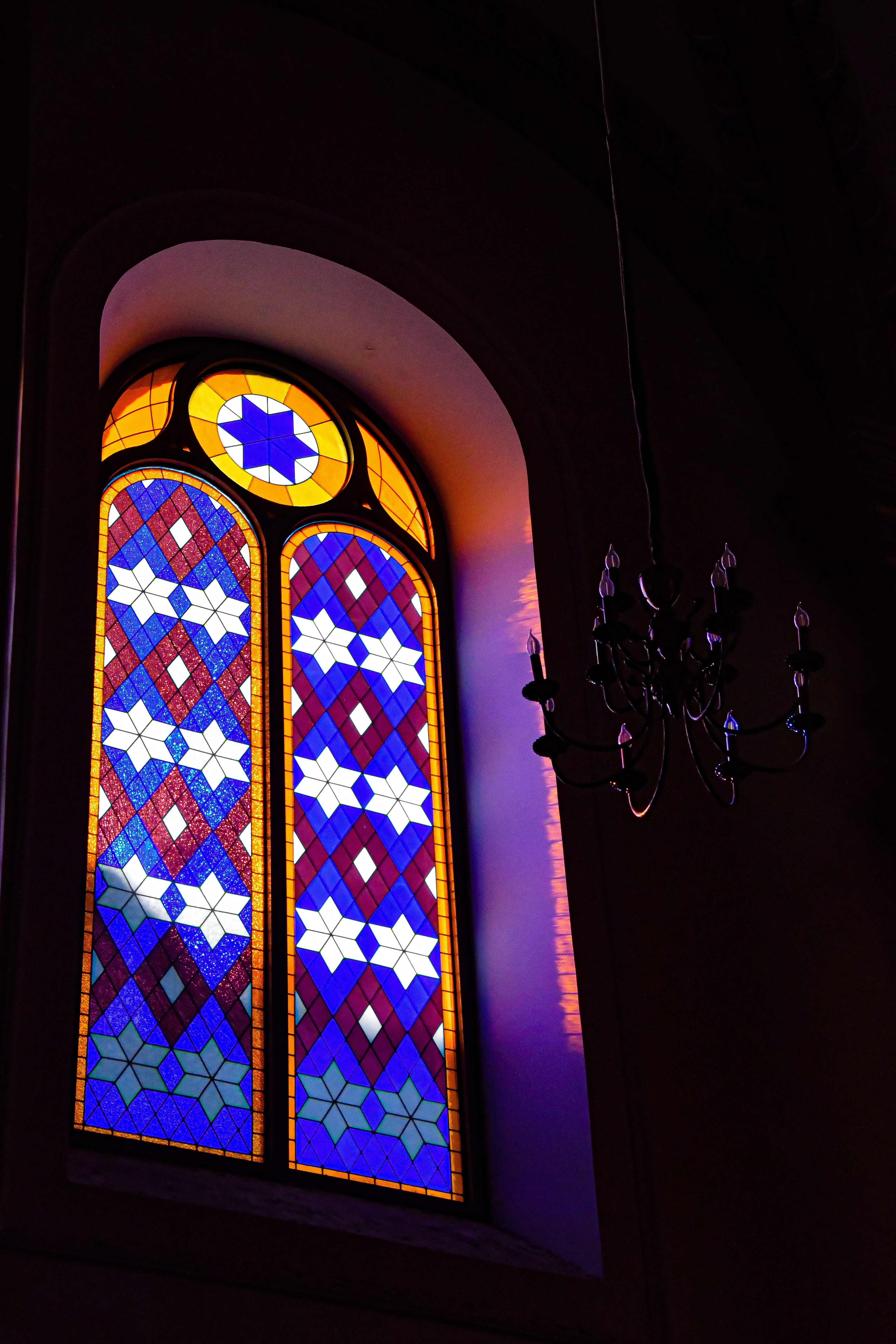
花窗玻璃